# 猫探偵正太郎シリーズ
『猫探偵正太郎シリーズ』（ねこたんていしょうたろうシリーズ）は、柴田よしきの推理小説のシリーズ。
作家・桜川ひとみの飼い猫である正太郎が、仲間の猫たちや友人の犬のサスケなどと共に身の回りで起きる事件に挑むシリーズ。

## 主な登場人物
正太郎
黒くて長めの毛足に少しだけ白が混ざったオス猫。飼い主ともども標準語で話す（犬猫同士の会話。人間と話せるわけではない）。
桜川ひとみ
バツイチのミステリー作家で正太郎の飼い主。滋賀県在住だったが、『猫は引っ越しで顔あらう』で東京へ転居。
浅間寺竜之介
ひとみの知人のミステリー作家でサスケの飼い主。正太郎の以前の飼い主でもある。京都の山奥に住む。
サスケ
浅間寺竜之介の飼い犬で正太郎の親友。飼い主ともども関西弁で話す（正太郎同様、犬猫同士の会話において）。

## シリーズ一覧
- 柚木野山荘の惨劇（1998年4月 角川書店）
  - 【改題】ゆきの山荘の惨劇（2000年10月 角川文庫）
- 消える密室の殺人（2001年2月 角川文庫）
- 風精（ゼフィルス）の棲む場所[1]（2001年8月 原書房 / 2005年6月 光文社文庫 / 2012年9月 光文社文庫【新装版】）
- 猫は密室でジャンプする - 猫探偵正太郎の冒険 1（2001年12月 光文社カッパノベルス / 2004年12月 光文社文庫）
- 猫は聖夜に推理する - 猫探偵正太郎の冒険 2（2002年12月 光文社カッパノベルス / 2005年11月 光文社文庫）
- 猫はこたつで丸くなる - 猫探偵正太郎の冒険 3（2004年1月 光文社カッパノベルス / 2006年2月 光文社文庫）
- 猫は引っ越しで顔あらう - 猫探偵正太郎の冒険 4（2006年6月 光文社文庫）
- 猫は毒殺に関与しない - 猫探偵正太郎の冒険 5（2016年11月 光文社文庫）